# Centris similis
Centris similis är en biart som först beskrevs av Fabricius 1804.  Centris similis ingår i släktet Centris och familjen långtungebin. Inga underarter finns listade.